# Pâris Bordone
Pour les articles homonymes, voir Bordone.
Paris Bordone ou Bordon (5 juillet 1500 à Trévise - 19 janvier 1571 à Venise) est un peintre italien de l'école vénitienne.

## Biographie
Bordone naquit à Trévise et entra dans l'atelier du Titien probablement de 1508 à 1518. Vasari, à qui on doit presque tout ce qu'on sait de lui, affirme qu'il ne passa pas beaucoup d'années avec le Titien et qu'il s'efforça d'imiter la manière de Giorgione. On dit qu'il excita la jalousie de son maître par son talent.

Il se fixa à Venise, mais fut appelé en France en 1528 par François Ier, fit le portrait de ce prince et de plusieurs dames de sa cour, et revint comblé de richesses. Au voyage de retour, il accepta l'invitation des Fugger d'embellir leur palais à Augsburg (aujourd'hui, les œuvres sont perdues).

À son retour, vers 1540 il se consacra à l'art du retable.

## Œuvres
Son chef-d'œuvre est La Remise de l'anneau de saint Marc au doge Bartolomeo Gradenigo (1534-1535), toile, 370 × 300 cm, conservée aux Gallerie dell'Accademia de Venise. Il provient de la salle de l'Allbergo à la Scuola Grande di San Marco.
Autres œuvres
- Couple vénitien (v.1520-1530), huile sur toile, 95 × 80 cm, Pinacoteca di Brera, Milan
- Vénus découverte par l'amour, huile sur toile, 86 x 137cm, coll de la: Galerie Giorgio Franchetti à  Ca' d'Oro (Venise)
- Nikolaus Korbler (1532), Vaduz
- La Remise de l'anneau au doge (1534) Gallerie dell'Accademia de Venise
- Jérôme Craft (1540), Musée du Louvre, Paris
- L'Annonciation (vers 1540), huile sur toile, 102 × 196 cm, musée des Beaux-Arts de Caen[3]
- Persée armé par Mercure et Minerve (v. 1540), Birmingham City Art Gallery
- Bethsabée au bain (v.1544), Wallraf-Richartz Museum, Cologne
- Daphnis et Chloé (1545-1550), National Gallery, Londres
- Portrait de femme (1545-1550), huile sur toile, 106 × 82 cm, Galerie des Offices, Florence[4]
- Portrait d'un homme avec partition, (v. 1550), huile sur toile, 80,5 × 69 cm, Galerie nationale d'Oslo
- L'adoration des berges (vers 1550), Cathédrale de Trévise
- Les joueurs d'échecs (vers 1550), Musée de Berlin
- Bethsabée à la fontaine (v.1552), Kunsthalle de Hambourg
- Pala di San Lorenzo  (1562), Cathédrale de Trévise
- Saint Georges terrassant le dragon, huile sur bois, 290 × 189 cm, Musées du Vatican, Rome
- Le Rapt de Proserpine, huile sur toile, 137 × 125 cm, Fondation Bemberg, Toulouse
- Athéna repoussant les avances d'Héphaïstos (vers 1555-1560), peinture sur toile, Museum of Art and Archaeology, Columbia

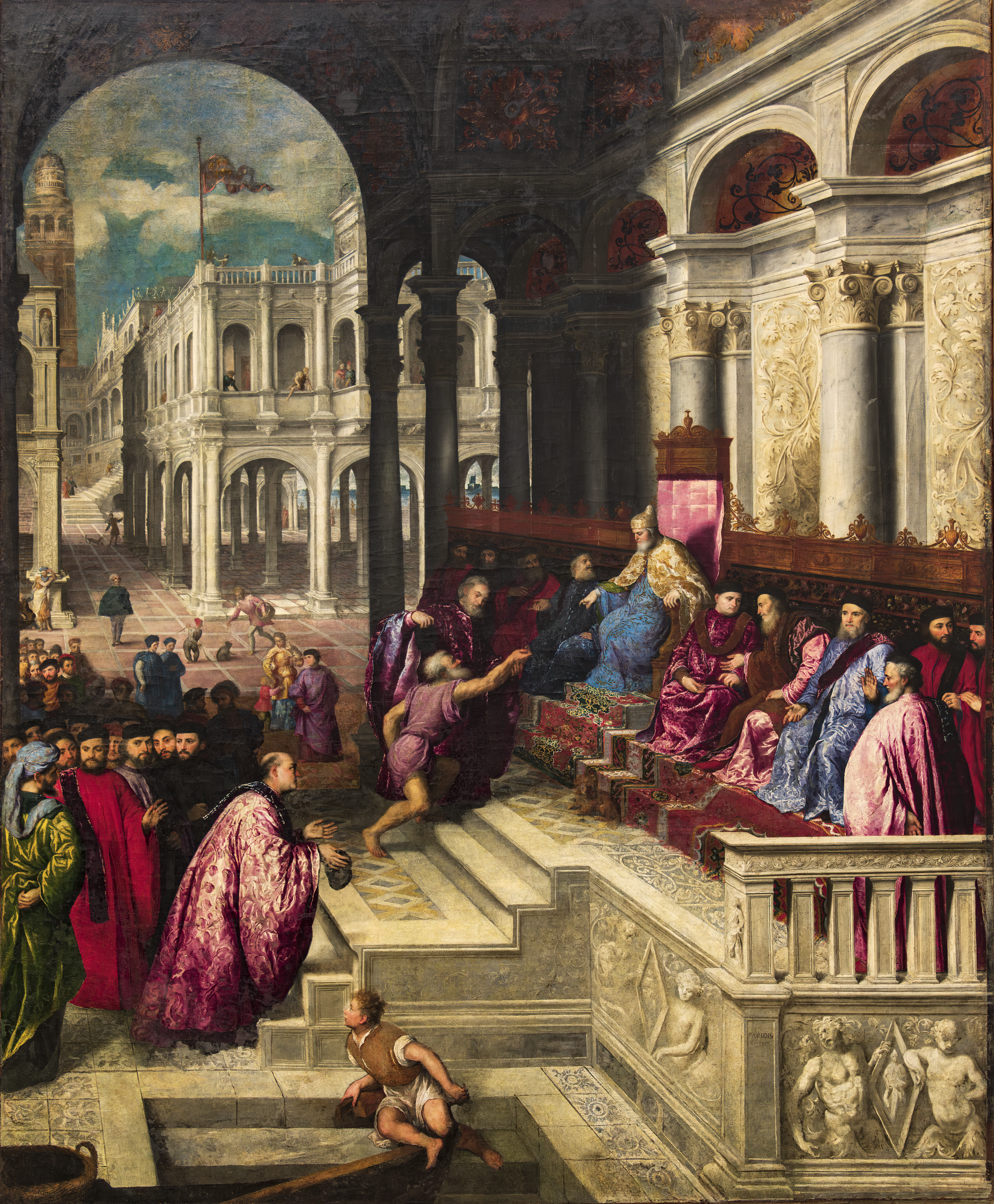
La Remise de l'anneau au doge Gallerie dell'Accademia de Venise
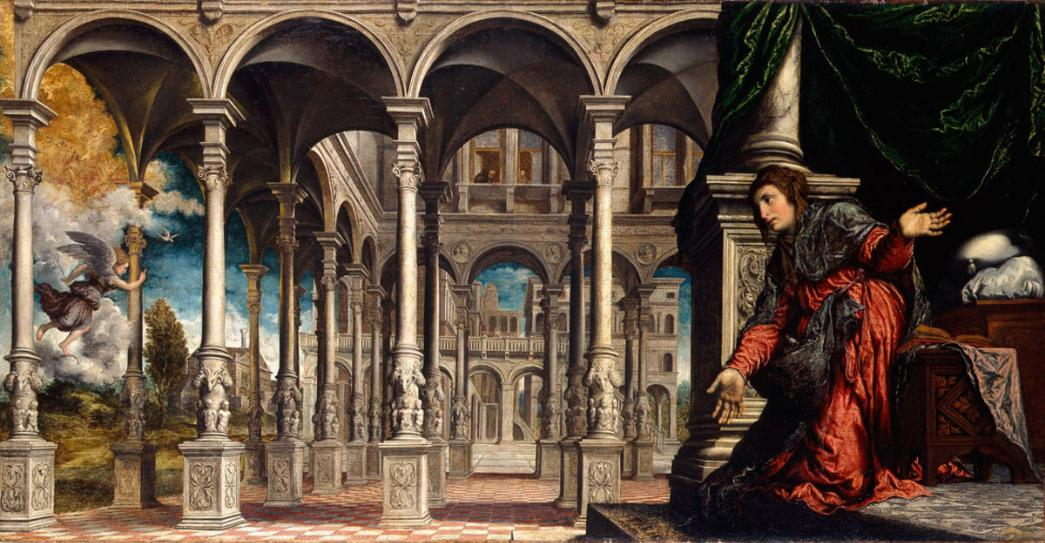
L'Annonciation (vers 1540), musée des Beaux-Arts de Caen
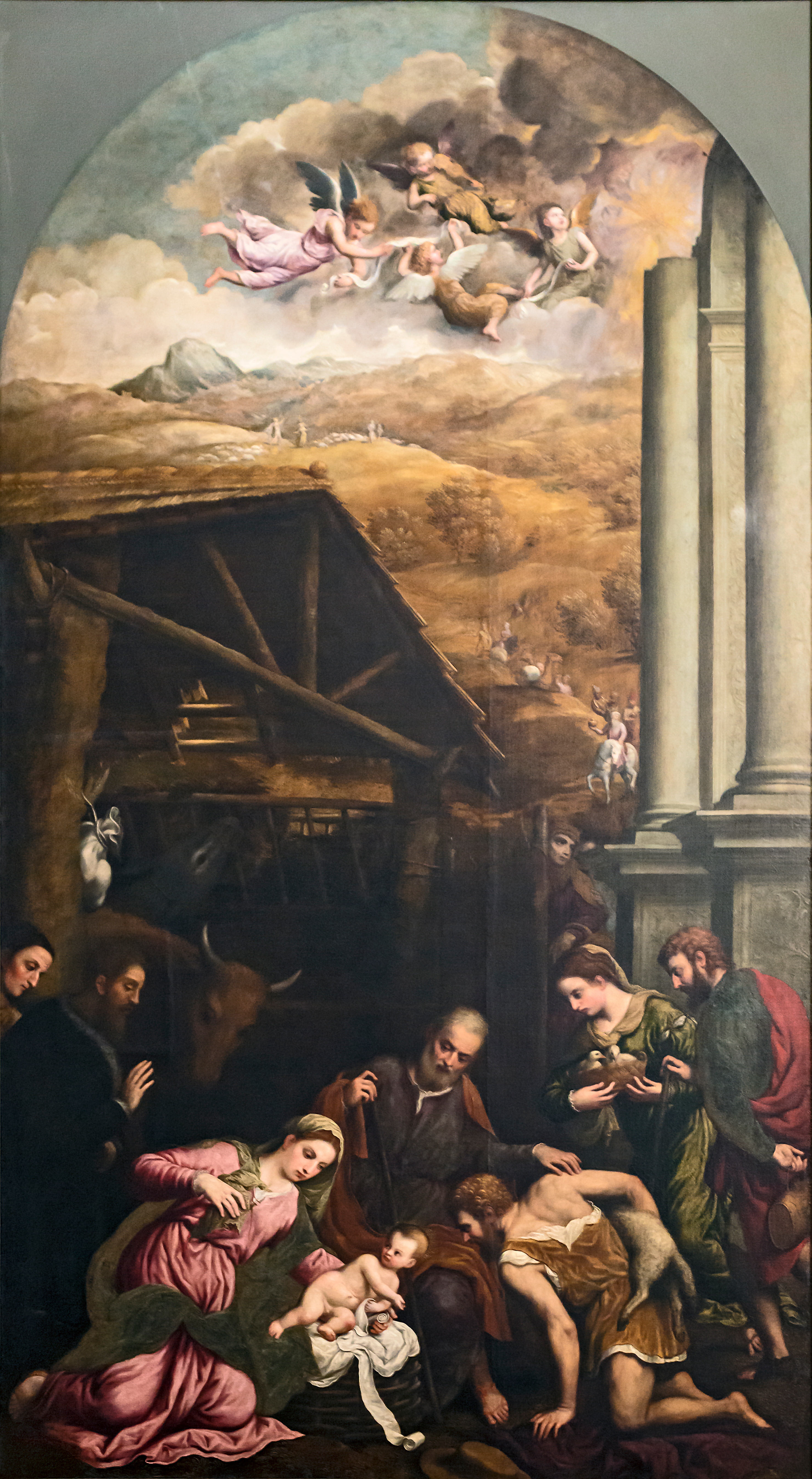
L'adoration des berges vers 1550 Cathédrale de Trévise
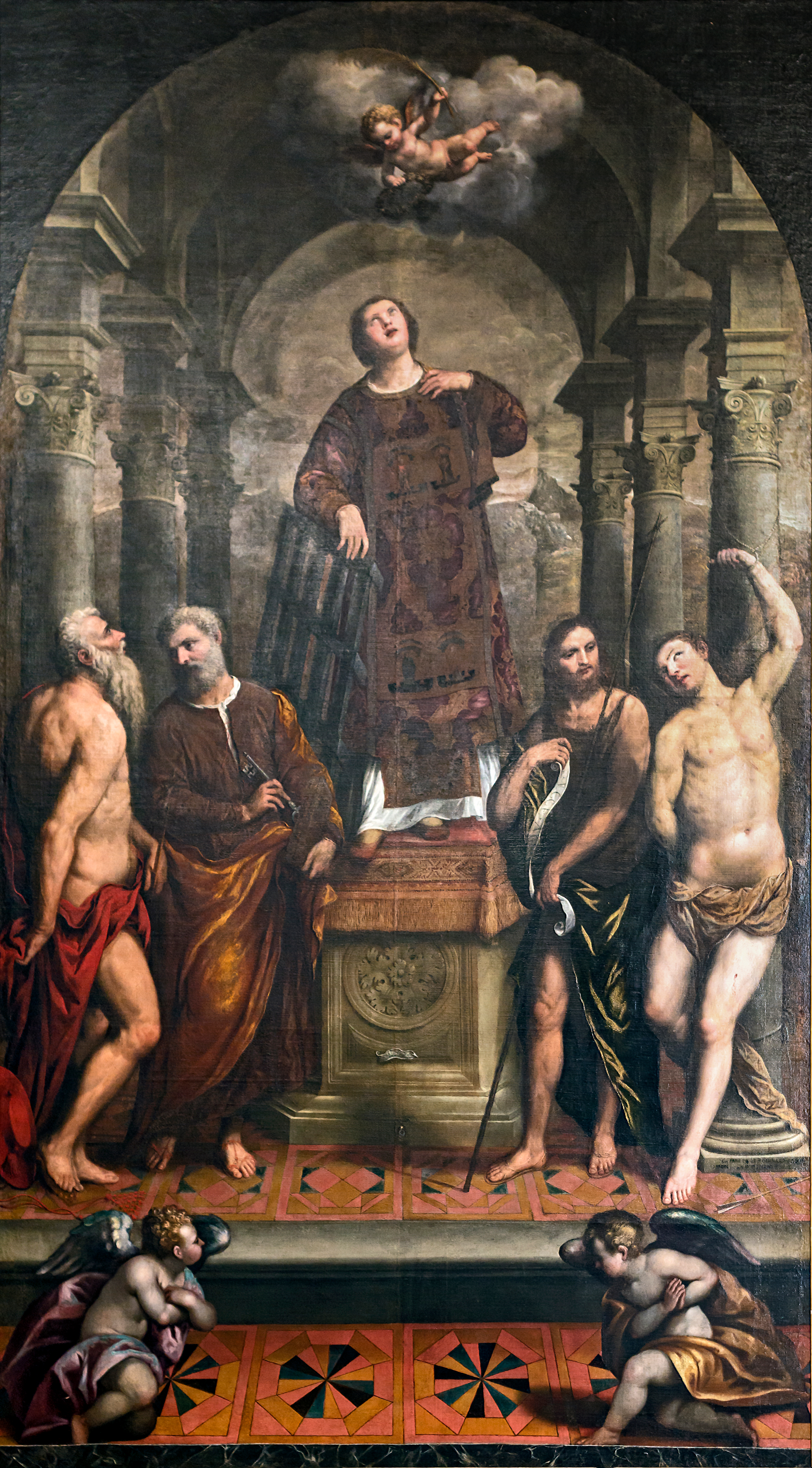
Pala di San Lorenzo  (1562)  Cathédrale de Trévise
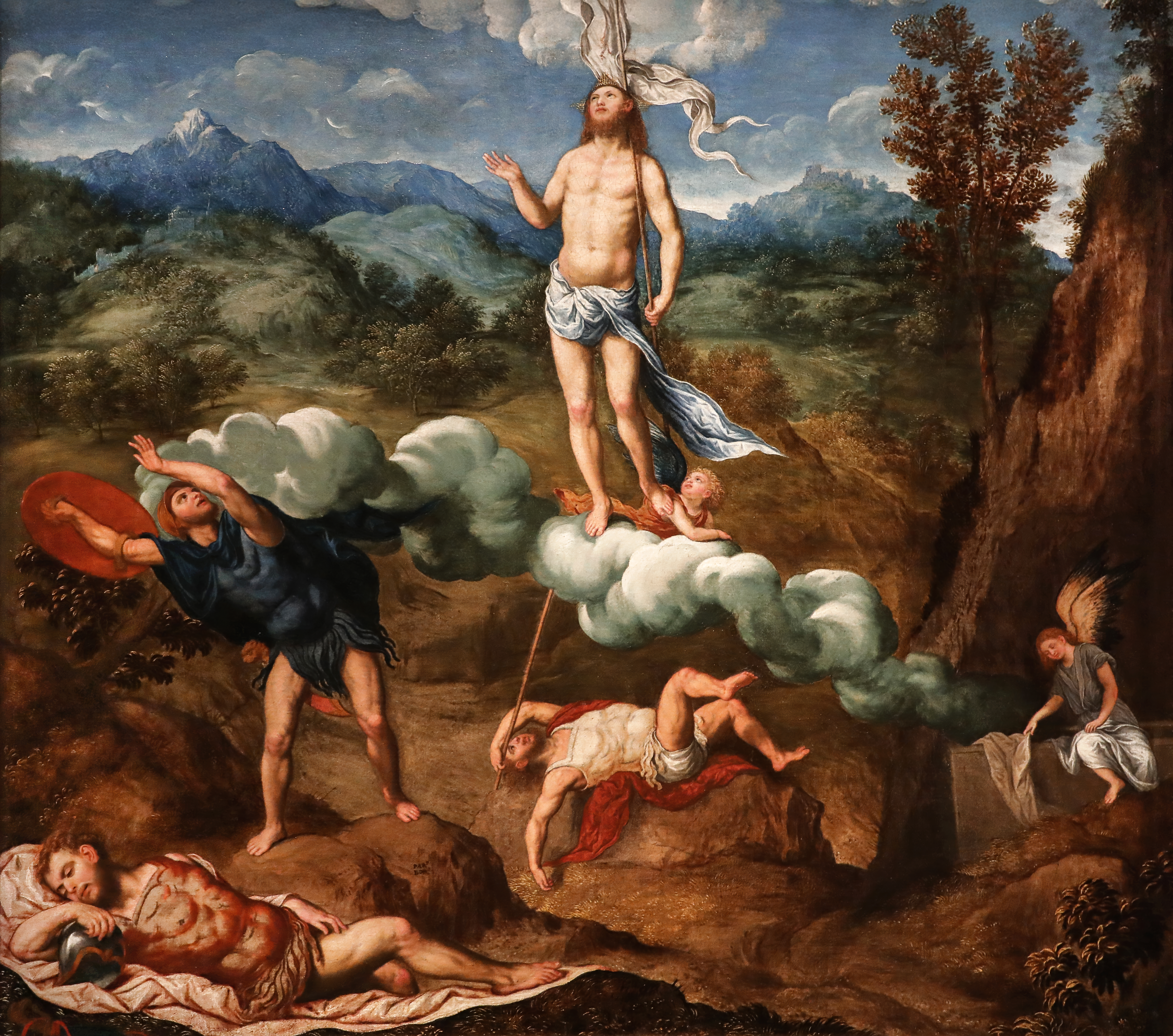
La résurection Complexe de Santa Caterina Trévise
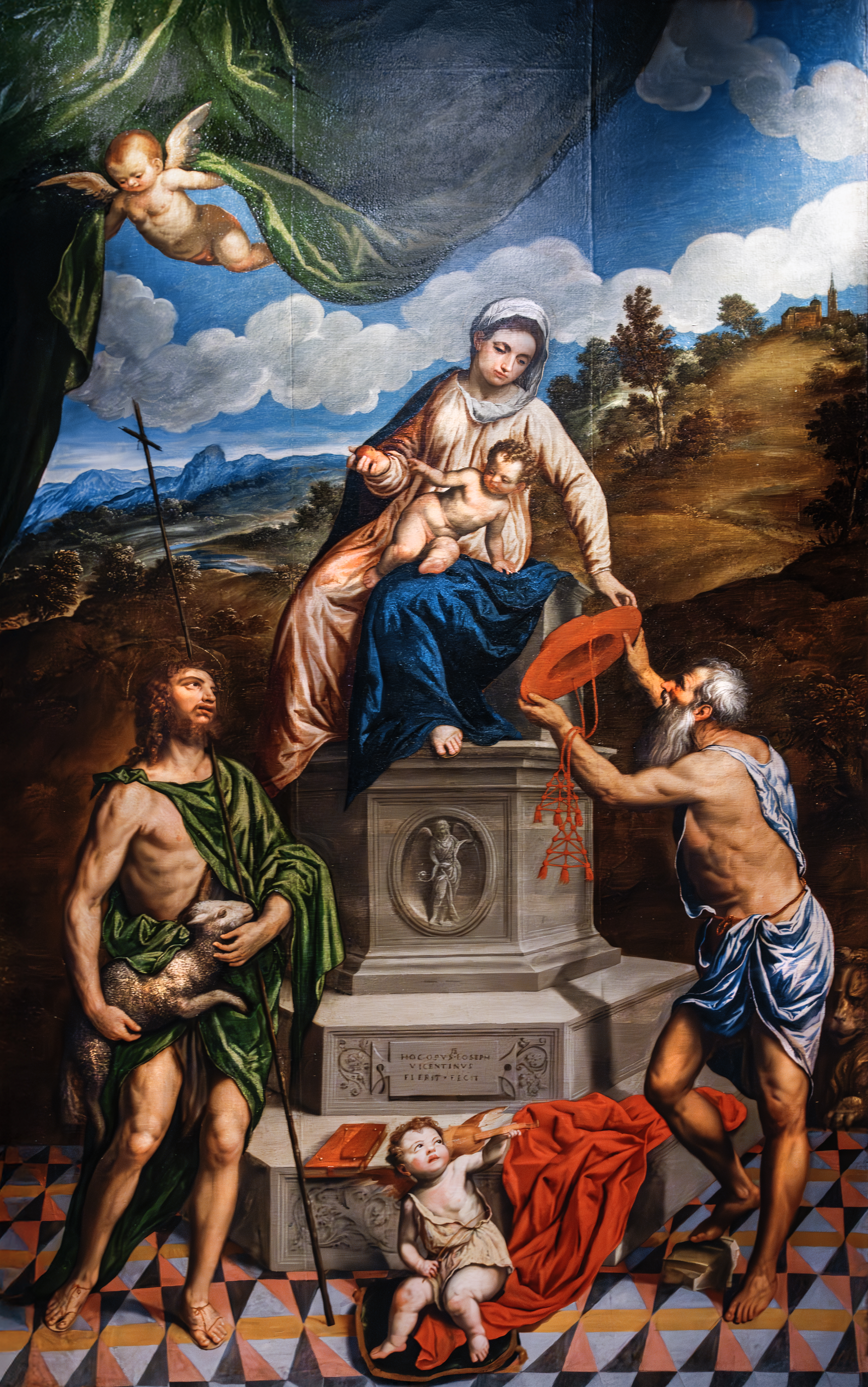
La Vierge sur le trône avec l'Enfant entre saint Jean-Baptiste et saint Jérôme Complexe de Santa Caterina Trévise
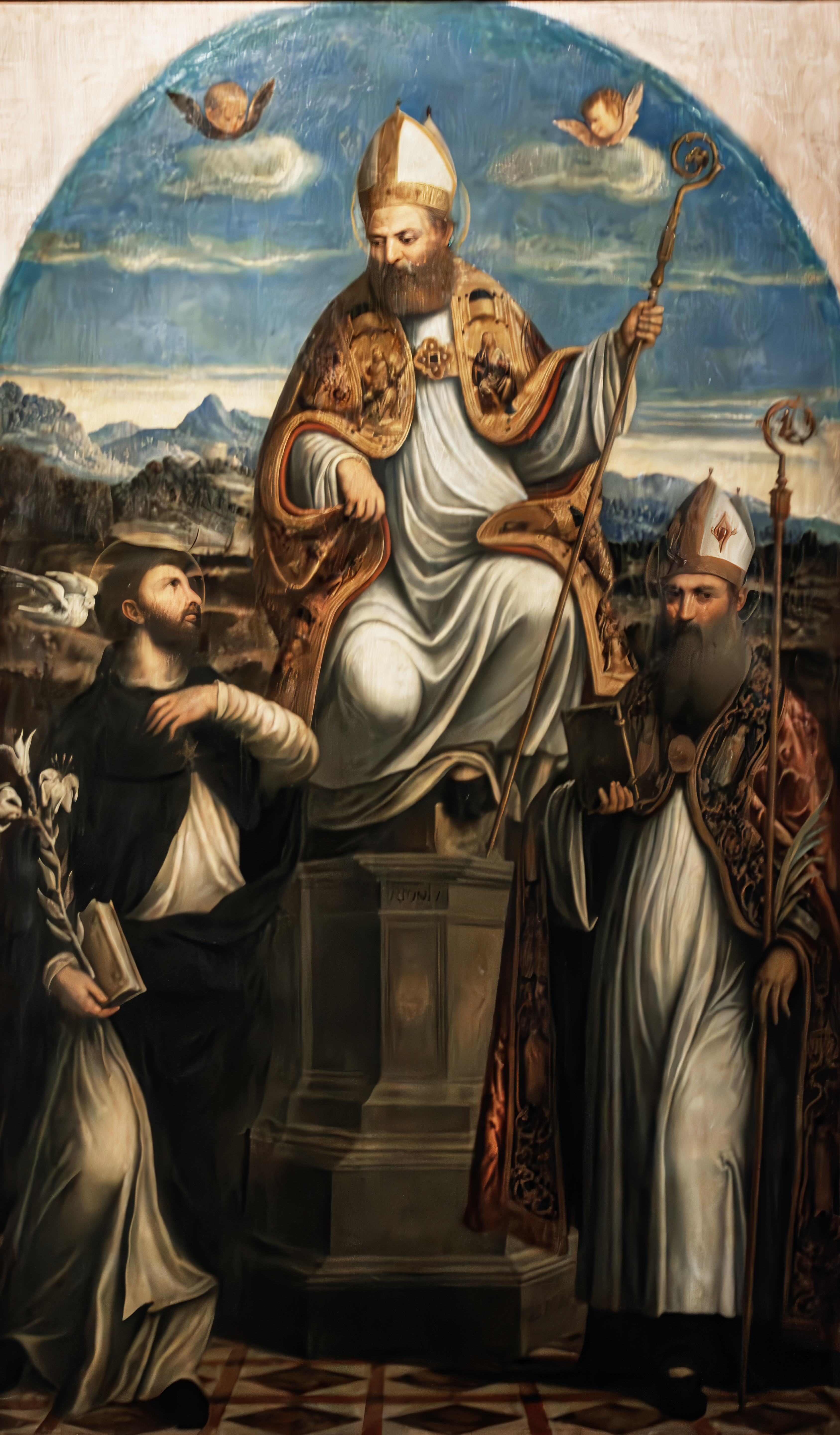
Saint Antoine abbé sur le trône entre saint Vincent Ferrier et saint Blaise
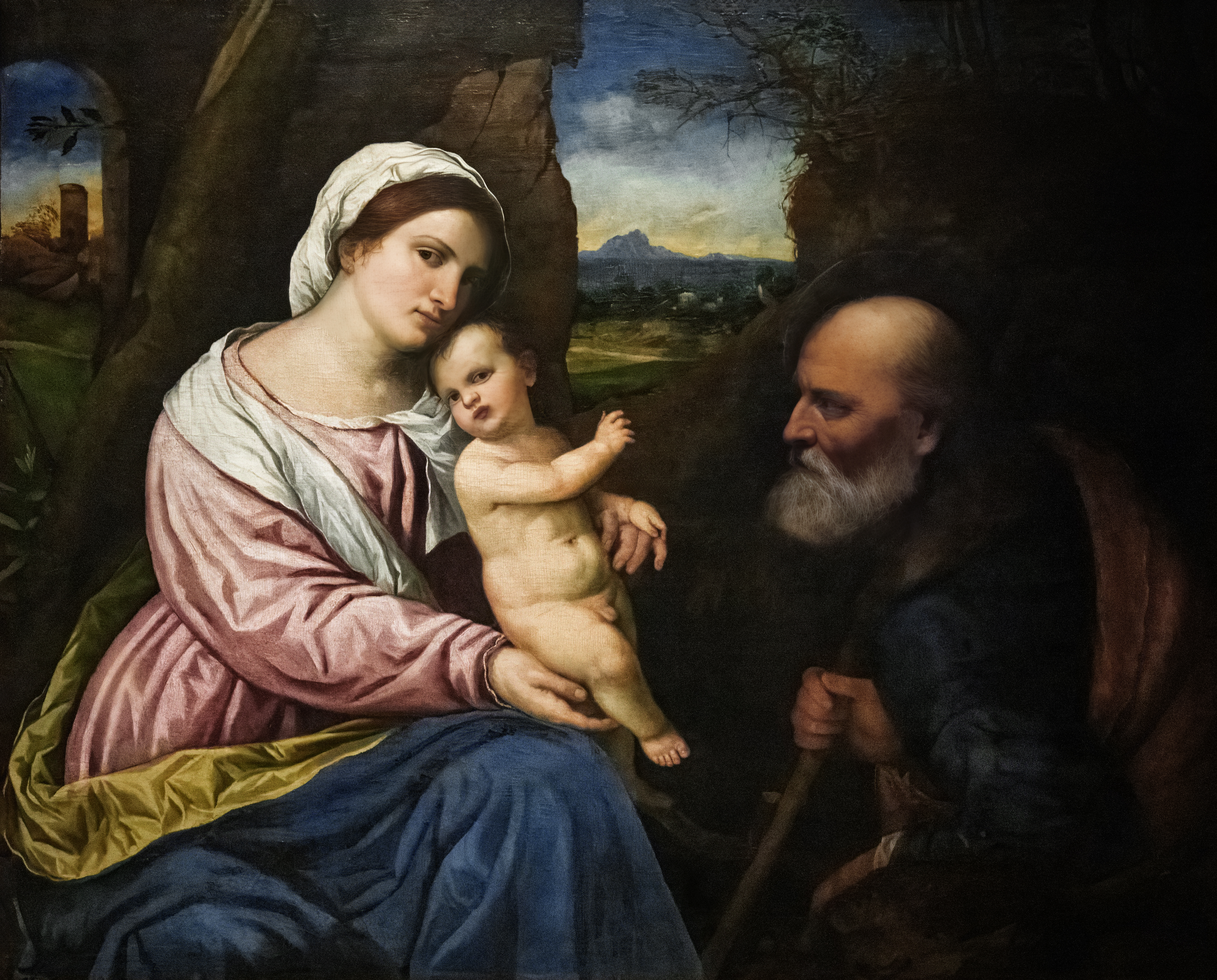
Sainte Famille Complexe de Santa Caterina Trévise
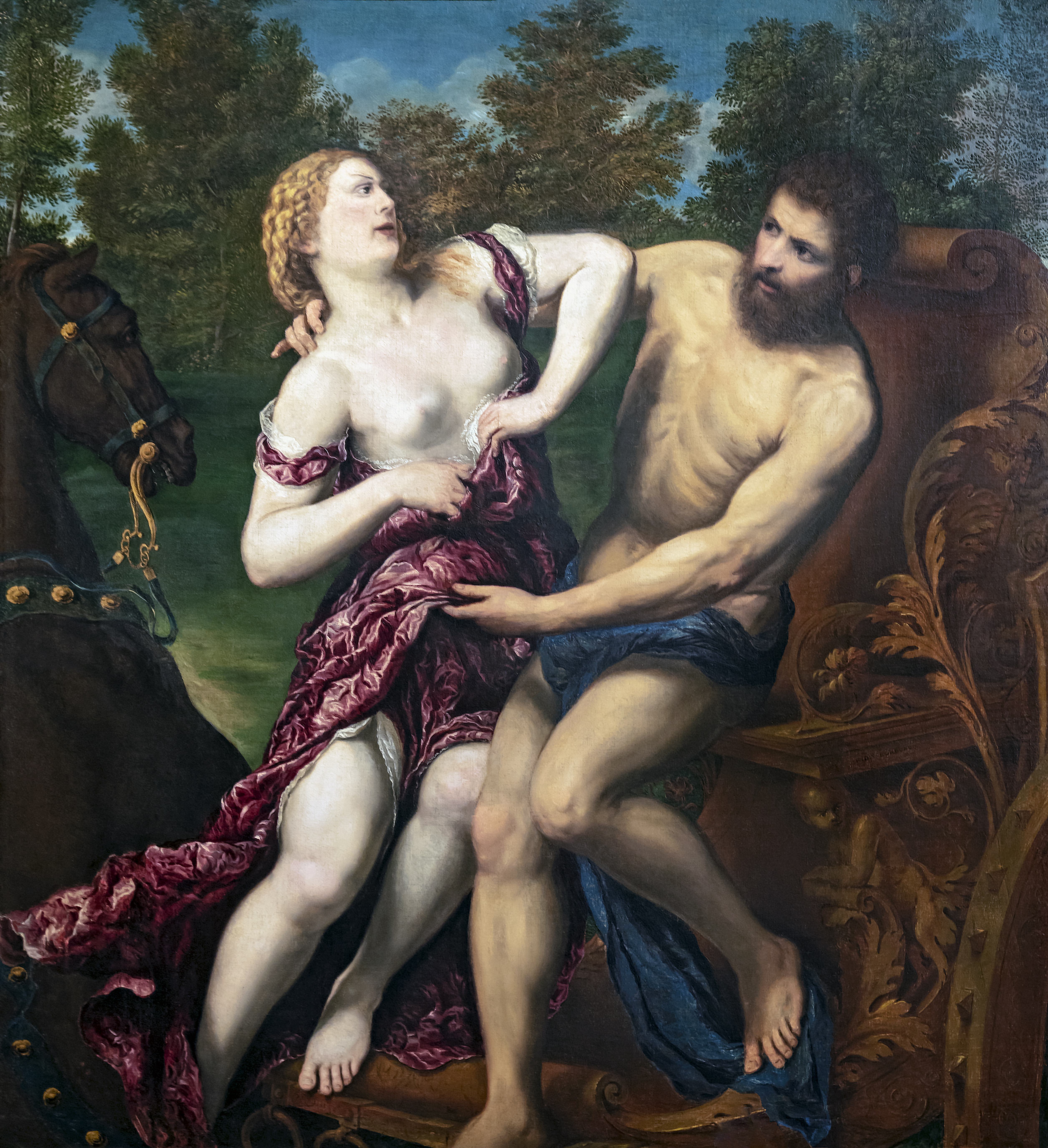
Le Rapt de Proserpine Fondation Bemberg Toulouse
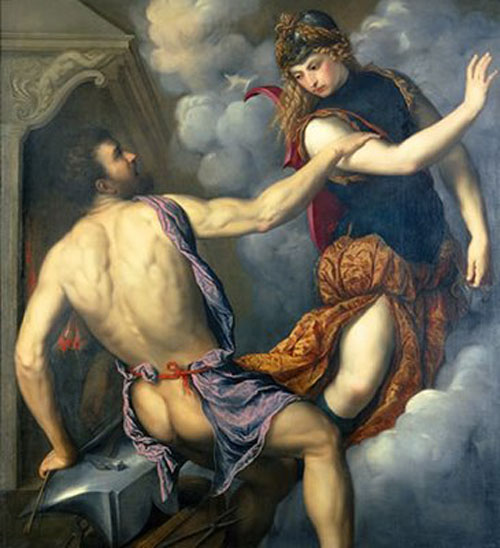
Athéna repoussant les avances d'Héphaïstos, Columbia (Missouri)

## Source
- Marie-Nicolas Bouillet  et Alexis Chassang (dir.), « Pâris Bordone » dans Dictionnaire universel d’histoire et de géographie, 1878 (lire sur Wikisource)